# Ormosia penangensis
Ormosia penangensis là một loài thực vật có hoa trong họ Đậu. Loài này được Ridl. miêu tả khoa học đầu tiên.